# باول سميث (عازف بيانو)
باول سميث (بالإنجليزية: Paul Smith)‏ هو عازف جاز وعازف بيانو أمريكي، ولد في 17 أبريل 1922 في سان دييغو في الولايات المتحدة، وتوفي في 29 يونيو 2013 في توررانسي في الولايات المتحدة بسبب قصور القلب.

## وصلات خارجية
- بول سميث على موقع ميوزك برينز (الإنجليزية)
- بول سميث على موقع أول ميوزيك (الإنجليزية)
- بول سميث على موقع ديسكوغز (الإنجليزية)